# Bany de sang d'Estocolm

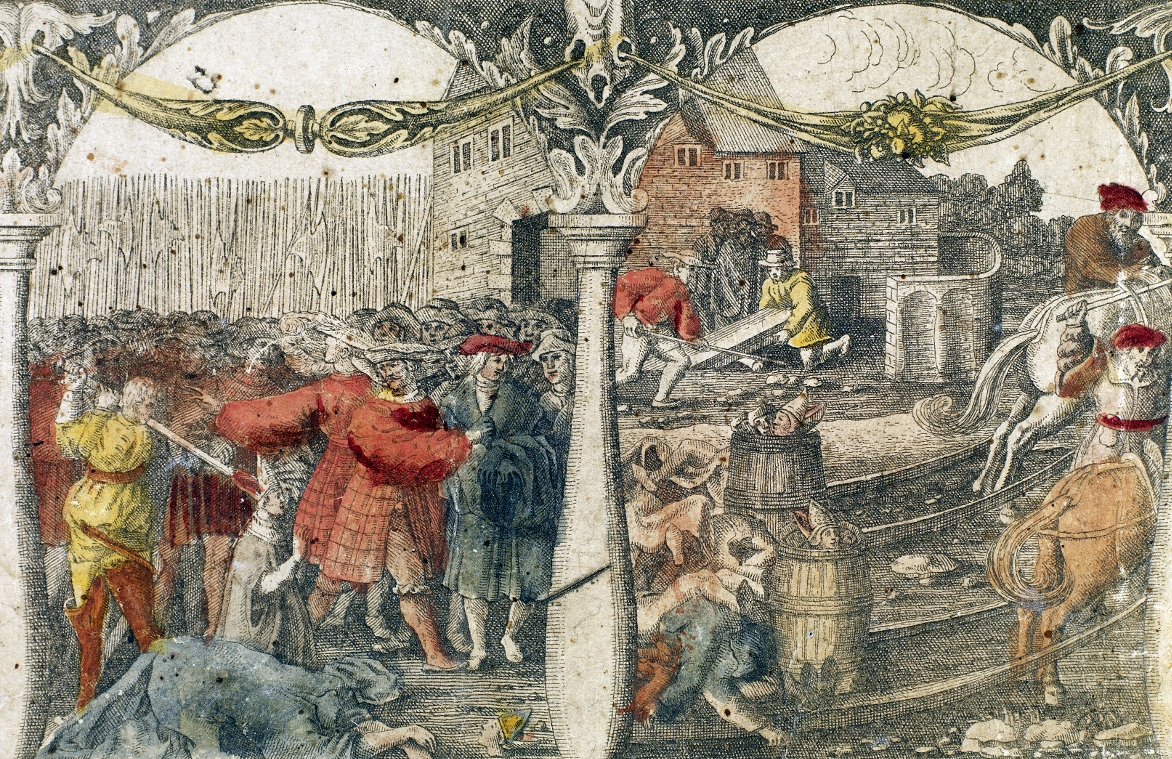
El bany de sang d'Estocolm.

El bany de sang d'Estocolm (suec: Stockholms blodbad, danès: Det Stockholmske Blodbad) va ser una massacre que va seguir la invasió de Suècia per les forces daneses de Cristià II de Dinamarca. La matança pròpiament dita és la sèrie d'esdeveniments que es van produir entre el 4 i el 10 de novembre de 1520, amb el punt culminant de l'execució de prop d'un centenar de persones (principalment dels membres de la noblesa i el clergat que donaven suport a Sten Sture el Jove), malgrat la promesa de Cristià II d'una amnistia. Aquestes execucions es van desenvolupar a Stortorget, la "plaça major" al costat de la Catedral de Sant Nicolau de Gamla Stan, la ciutat vella d'Estocolm.

## Antecedents
L'any 1517 va esclatar a Suècia un conflicte entre el regent Sten Sture el Jove i l'arquebisbe Gustav Trolle; el primer defensava la independència de Suècia, mentre que el segon era partidari de la Unió de Kalmar. Aquest conflicte va ser aprofitat pel rei Cristià II de Dinamarca i Noruega per envair militarment i reclamar el seu dret al 'tron de Suècia. Però les seves intencions no van tenir èxit quan va ser derrotat en la batalla de Brännkyrka; on, tot i això, va aconseguir prendre presoners a sis importants suecs, entre els quals es trobava  Gustau Vasa, i va empresonar-los a Dinamarca.
En 1519, Cristià va armar un gran exèrcit de mercenaris, i amb el suport del Papa, que havia excomunicat a Sten Sture i li donava a Cristià el dret d'entrar a la guerra, va envair novament Suècia, en gener d'aquest mateix any. L'exèrcit de Cristià va derrotar el suec a la batalla de Bogesund, on el mateix Sten Sture va ser ferit de mort, i posteriorment en la batalla de Tiveden, després de la qual Cristià es va convertir en amo de tot Suècia. Al març, Cristià va ser reconegut com a sobirà per diversos nobles suecs. La ciutat d'Estocolm encara va ser defensada per la vídua de Sten Sture, Cristina Gyllenstierna, qui finalment va capitular el 5 de setembre.

## El bany de sang
Després de la victòria, Cristià va tornar a Dinamarca, però aviat va haver de tornar a Suècia, on el 4 de novembre de 1519 va ser coronat rei per l'arquebisbe Gustavus Trolle a la Catedral de Storkyrkan i va prendre el jurament habitual de governar el regne només mitjançant suecs nadius. Durant els tres dies següents es va celebrar un banquet.
Per consell del mateix Trolle i d'alguns altres membres del seu consell, Cristià va acusar molts seguidors de Sten Sture d'heretgia. La nit del 7 de novembre, Christian va convocar molts líders suecs a una conferència privada al palau. Al vespre del 8 de novembre, soldats danesos, van entrar a una gran sala del palau reial i van empresonar diversos convidats nobles. Més tard al vespre, encara més convidats del rei van ser capturats. Cristià va manar empresonar el 8 de novembre de 1519 sense haver-los permès el dret a un judici legal, i de seguida va ordenar que els executessin.
L'endemà, 9 de novembre, un concili, encapçalat per l'arquebisbe Trolle, va condemnar els proscrits a  mort per ser  heretges; el principal punt d'acusació era que s'havien unit en un pacte per destituir Trolle uns anys abans. No obstant això, molts d'ells també eren homes líders del partit Sture i, per tant, opositors potencials als reis danesos. Al migdia, els anti-unionistes bisbes de Skara i Strängnäs van ser conduïts a la gran plaça de Stortorget i decapitats. Catorze nobles, tres batlles, catorze regidors de ciutats i una vintena de ciutadans comuns d'Estocolm van ser llavors penjats o decapitats.
Les execucions van continuar durant l'endemà (10 de novembre). Segons el botxí en cap, Jörgen Homuth, 82 persones van ser executades. S'ha afirmat que Christian també es va venjar del cos de Sten Sture, fent-lo excavar i cremar, així com el cos del seu fill. La vídua de Sture  Lady Kristina i moltes altres nobles van ser portades presoneres a Dinamarca.
Amb aquestes cruels accions, Cristià pretenia mostrar l'execució de les lleis i el dret, però en realitat buscava desfer dels seus opositors. Amb l'argument que duia a terme les ordres del papa, es va dedicar a perseguir, a realitzar actes de violència i a executar als seus detractors a tot Suècia (inclosa Finlàndia). Al voltant de 600 persones, inclosos nens, van ser víctimes de la seva crueltat. Cristina Gyllenstierna, juntament amb altres dames de la noblesa, van ser empresonades i enviades a Dinamarca. Per aquestes accions, Cristià va ser recordat a Suècia com  Cristià el Tirà .

## La rebel·lió dels suecs
Aviat es va generar a Suècia un gran descontentament popular que va acabar en un aixecament al febrer de 1521 el seu objectiu era fer fora del territori a Cristià II. A l'agost d'aquest mateix any, els rebels van triar Gustau Vasa com a regent del regne.
Cristià va sol·licitar inútilment el suport del seu cunyat, l'emperador Carles V. D'altra banda, la ciutat hanseàtica de Lübeck albergava ressentiments contra Cristià II perquè aquest havia donat suport al comerç holandès a Escandinàvia en detriment de la Lliga Hanseàtica, a més que buscava la supremacia comercial danesa al  Bàltic. L'any 1521, Cristià va projectar la creació d'una gran Companyia Comercial que abastava tota Escandinàvia i que tindria la seva seu als Països Baixos, el que va desencadenar la còlera dels de Lübeck, que van decidir donar suport als rebels suecs i entrar en guerra contra Dinamarca a l'any 1522.
Les relacions amb el seu oncle Frederic tampoc anaven bé, però a l'agost de 1522 Cristià es va reconciliar amb ell, després de renunciar als seus drets com a duc de Holstein, títol que li havia atorgat l'any anterior l'emperador Carles V.
L'any 1523 Cristià va haver d'enfrontar-se al descontentament dels danesos, produït per les reformes eclesiàstiques de 1517 que van posar a l'església de Jutlàndia en contra seu. Tot plegat va acabar portant a l'exili de Cristià II i a la fi del seu regnat